# Піз (Міннесота)
Піз (англ. Pease) — місто (англ. city) в США, в окрузі Мілль-Лак штату Міннесота. Населення — 238 осіб (2020).

## Географія
Піз розташований за координатами 45°42′7″ пн. ш. 93°39′3″ зх. д. / 45.70194° пн. ш. 93.65083° зх. д. (45.702067, -93.650797).  За даними Бюро перепису населення США в 2010 році місто мало площу 2,36 км², з яких 2,35 км² — суходіл та 0,01 км² — водойми. В 2017 році площа становила 1,37 км², з яких 1,37 км² — суходіл та 0,00 км² — водойми.

## Демографія
Згідно з переписом 2010 року, у місті мешкали 242 особи в 86 домогосподарствах у складі 63 родин. Густота населення становила 103 особи/км².  Було 93 помешкання (39/км²).
Расовий склад населення:
| - 97,9 % — білих - 0,8 % — азіатів |

До двох чи більше рас належало 0,4 %. Частка іспаномовних становила 1,7 % від усіх жителів.
За віковим діапазоном населення розподілялося таким чином: 31,8 % — особи молодші 18 років, 62,0 % — особи у віці 18—64 років, 6,2 % — особи у віці 65 років та старші. Медіана віку мешканця становила 29,3 року. На 100 осіб жіночої статі у місті припадало 105,1 чоловіків;  на 100 жінок у віці від 18 років та старших — 98,8 чоловіків також старших 18 років.
Середній дохід на одне домашнє господарство  становив 56 719 доларів США (медіана — 46 250), а середній дохід на одну сім'ю — 58 508 доларів (медіана — 47 857). За межею бідності перебувало 19,6 % осіб, у тому числі 23,3 % дітей у віці до 18 років та 12,5 % осіб у віці 65 років та старших.
Цивільне працевлаштоване населення становило 124 особи. Основні галузі зайнятості: виробництво — 37,1 %, освіта, охорона здоров'я та соціальна допомога — 15,3 %, роздрібна торгівля — 14,5 %.